# La bottega del caffè (intermezzo)
La bottega del caffè è un intermezzo di Carlo Goldoni composto nel 1736. Successivamente venne incorporato nell'omonima commedia teatrale.

## Trama
La trama dell'intermezzo vede protagonista un caffettiere veneziano, Narciso, che d'intesa con un'appariscente avventuriera romana, si arricchisce alle spese di Zanetto, un giovane sempliciotto. Alla fine i due truffatori si sposano, lasciando intendere che il loro matrimonio sarà origine di guai per i malcapitati che in futuro cadranno nella loro rete.